# An Hưng (phường)
An Hưng là một phường thuộc thành phố Thanh Hóa, tỉnh Thanh Hóa, Việt Nam.

## Địa lý
Phường An Hưng nằm ở phía tây thành phố Thanh Hóa, có vị trí địa lý:
- Phía đông giáp các phường Phú Sơn, Tân Sơn, Đông Vệ, Quảng Thắng
- Phía tây giáp phường Đông Thịnh
- Phía nam giáp xã Đông Vinh và xã Đông Văn, Đông Quang.
- Phía bắc giáp phường Đông Tân.

Phường An Hưng có diện tích 6,54 km², dân số tính đến ngày 31/12/2022 là 15.732 người (bao gồm dân số thường trú là 14.615 người, dân số tạm trú quy đổi là 1.117 người), mật độ dân số đạt 2.406 người/km².

## Hành chính
Phường An Hưng được chia thành 12 tổ dân phố: Bắc Sơn, Cao Sơn, Nam Hưng, Nam Sơn, Quan Sơn, Quang, Son Toản, Tân Sơn, Tây Sơn, Thắng Sơn, Trần Hưng, Trung Sơn.

## Lịch sử
Phần lớn địa bàn phường An Hưng hiện nay trước đây là xã Đông Hưng thuộc huyện Đông Sơn.
Từ thời nhà Nguyễn đến trước Cách mạng tháng Tám, xã Đông Hưng thuộc tổng Quảng Chiếu, gồm các thôn: Yên Hoạch Hạ (làng Nhồi Hạ), Quảng Nạp (làng Nấp), Thọ Vực (làng Vức), làng Sơn, Đồng Duệ.
Sau Cách mạng tháng Tám, xã Đông Hưng thuộc huyện Đông Sơn.
Ngày 5 tháng 7 năm 1977, huyện Đông Thiệu được thành lập trên cơ sở sáp nhập 16 xã hữu ngạn sông Chu thuộc huyện Thiệu Hóa vào huyện Đông Sơn. Xã Đông Hưng thuộc huyện Đông Thiệu.
Ngày 30 tháng 8 năm 1982, huyện Đông Thiệu đổi tên thành huyện Đông Sơn. Xã Đông Hưng thuộc huyện Đông Sơn.
Ngày 21 tháng 4 năm 2006, Chính phủ ban hành Nghị định 40/2006/NĐ-CP (có hiệu lực từ ngày 15 tháng 5 năm 2006) về việc thành lập thị trấn Nhồi thuộc huyện Đông Sơn trên cơ sở 184,34 ha diện tích tự nhiên, 4.577 người của xã Đông Hưng và 3 ha diện tích tự nhiên, 478 người của xã Đông Tân.
Sau khi thành lập, thị trấn Nhồi có 187,34 ha diện tích tự nhiên và 5.055 người. Xã Đông Hưng còn lại 436,06 ha diện tích tự nhiên và 3.723 người.
Ngày 29 tháng 2 năm 2012, Chính phủ ban hành Nghị quyết số 05/NQ-CP về việc:
- Chuyển thị trấn Nhồi và xã Đông Hưng về thành phố Thanh Hóa quản lý.
- Thành lập phường An Hoạch thuộc thành phố Thanh Hóa trên cơ sở toàn bộ 254,69 ha diện tích tự nhiên và 5.953 người của thị trấn Nhồi.

Đến năm 2018, phường An Hoạch được chia thành 7 tổ dân phố: Bắc Sơn, Cao Sơn, Nam Sơn, Quan Sơn, Tân Sơn, Tây Sơn, Trung Sơn. Xã Đông Hưng được chia thành 5 thôn: Nam Hưng, Quang, Son Toản, Thắng Sơn, Trần Hưng.
Trước khi sáp nhập, phường An Hoạch có diện tích 2,55 km², dân số là 8.914 người, mật độ dân số đạt 3.496 người/km². Xã Đông Hưng có diện tích 3,99 km², dân số là 4.615 người, mật độ dân số đạt 1.157 người/km².
Ngày 16 tháng 10 năm 2019, Ủy ban Thường vụ Quốc hội ban hành Nghị quyết số 786/NQ-UBTVQH14 (nghị quyết có hiệu lực từ ngày 1 tháng 12 năm 2019). Theo đó, sáp nhập toàn bộ diện tích và dân số của xã Đông Hưng và phường An Hoạch để thành lập phường An Hưng.

## Văn hóa

### Làng nghề
Trên địa bàn phường có làng Nhồi nổi tiếng với nghệ thuật chế tác đá.

### Di tích
- Di chỉ Núi Nấp: Di chỉ khảo cổ học được phát hiện năm 1963, tại xã Đông Hưng (cũ). Di chỉ gồm hai khu vực là: khu cư trú và khu mộ táng. Di chỉ có niên đại từ đầu thời đại đồ đồng (tương đương với văn hoá khảo cổ học Gò Mun) tức 3.000 năm, đến 1.700 năm trước. Chủ nhân là người Việt cổ. Khu cư trú rộng 4.000 m², nằm ở độ sâu từ 1,3 m đến 2,34 m. Di vật chủ yếu là gốm có 21 hiện vật đá, đồng. Khu mộ táng rộng 7.000 m2 nằm ở trên từ 0,6 m đến 1 m. Có 41 ngôi mộ, hiện vật trong 29 mộ là 254 chiếc chủ yếu là đồ đồng, có nhiều hài cốt. Đồ đồng có: rìu, giáo, dao găm, mũi tên, trống minh khí, thố, thạp, đĩa ba mũi, vòng tay, tiền Ngũ Thù, có một kiếm sắt. Đồ gốm có nhiều loại kể cả gốm tráng men. Đồ đá có rìu và một số đồ trang sức,...
- Núi Nấp: được công nhận là di tích lịch sử cấp quốc gia theo Quyết định số 2233/VH-QĐ ngày 26 tháng 6 năm 1995 của Bộ Văn hoá – Thông tin (nay là Bộ Văn hóa, Thể thao và Du lịch).[12]
- Núi An Hoạch (núi Nhồi): được công nhận là di tích nghệ thuật thắng cảnh cấp quốc gia theo Quyết định số 983/VH-QĐ ngày 04 tháng 8 năm 1992 của Bộ Văn hoá – Thông tin (nay là Bộ Văn hóa, Thể thao và Du lịch).[12]
- Núi Kim Đồng Ngọc Nữ, tiếp vào phía nam dãy núi Nhồi, gắn liền với huyền thoại Kim Đồng – Ngọc Nữ và truyền thuyết về vua Quang Trung và Ngọc Hân công chúa. Trên núi này có chùa Đại Bi, bia đề thơ của Lê Thánh Tông.[8]
- Nghè Thượng thờ Cao Sơn.[8]
- Nghè thờ Bạch Đa Đại Vương, tướng nhà Đinh có công giúp Đinh Bộ Lĩnh đánh dẹp 12 sứ quân.[8]
- Đền thờ Quận công Lê Trung Nghĩa (Quận Mãn), thế kỉ 17.
- Kênh Nhà Lê: là tuyến đường thủy đầu tiên trong lịch sử Việt Nam từ kinh đô Hoa Lư đến Đèo Ngang và được xem là tuyến đường Hồ Chí Minh trên sông vì những đóng góp cho các cuộc chiến tranh của người Việt.
- Đền Quan Thánh.
- Chùa Nấp.
- Chùa Son.

## Giao thông
- Quốc lộ 47 và đường nối từ quốc lộ 47 (ngã ba Nhồi) đi thị trấn Nông Cống.
- Các tuyến xe buýt chạy qua: Bờ Hồ - Mục Sơn, Bờ Hồ - Thị trấn Thọ Xuân.